# Perthes-lès-Brienne
Perthes-lès-Brienne ist eine französische Gemeinde mit 63 Einwohnern (Stand: 1. Januar 2022) im Département Aube in der Region Grand Est. Sie gehört zum Kanton Brienne-le-Château und zum Arrondissement Bar-sur-Aube. 
Sie ist umgeben von folgenden Nachbargemeinden:
| Rosnay-l’Hôpital | Blignicourt                                 | Vallentigny           |
| Lassicourt       | Kompassrose, die auf Nachbargemeinden zeigt |                       |
|                  | Saint-Léger-sous-Brienne                    | Maizières-lès-Brienne |

## Bevölkerungsentwicklung
| Jahr                      | 1962 | 1968 | 1975 | 1982 | 1990 | 1999 | 2008 | 2016 |
| ------------------------- | ---- | ---- | ---- | ---- | ---- | ---- | ---- | ---- |
| Einwohner                 | 57   | 49   | 53   | 52   | 48   | 49   | 76   | 81   |
| Quelle: Cassini und INSEE |      |      |      |      |      |      |      |      |